# Vieille Mosquée (Komotiní)
La Vieille Mosquée (grec moderne : Εσκί Τζαμί ; turc : Eski Camii) est un monument ottoman situé à Komotiní, en Grèce, datant, selon Evliya Çelebi, de la période entre 1608 et 1609 ou, selon une inscription retrouvée, de la période entre 1677 et 1678. Située dans le centre-ville de Komotiní, la mosquée est située à proximité de l'Imaret de Komotiní.
Selon un ouvrage des offices des muftis de Xánthi, de Komotiní et de Didymotique, cette mosquée, bien qu'appelée « vieille », est en réalité plus récente que la « nouvelle mosquée », d'après le témoignage d'Evliya Çelebi. Cependant, il est plus probable qu'il s'agisse effectivement de la première mosquée construite à Komotiní vers 1375-1385, sous la forme de masjid, par Gazi Evrenos (en), faisant partie d'un large complexe de bâtiments à caractère religieux, qu'il intègre, par la suite, dans les territoires de son vakıf personnel. Ce complexe comprend, entre autres, l'imaret avoisinant, un hammam, ainsi que nombre de commerces entourant ces institutions. Par ailleurs, selon le recensement ottoman de la région d'Edirne de 1892, une inscription dans une langue non ottomane figure sur le site de la mosquée, suggérant qu'une église byzantine était située sur le site du masjid original construit par Evrenos. Des premiers travaux de rénovation de la mosquée ont lieu en 1854,. La partie du XVIIe siècle, largement remaniée en 1854, est un carré de 13,08 m de côté.
D'après l'ouvrage des offices des muftis, au cours des années 1910, les Bulgares procèdent à la conversion de la mosquée en église, en détruisant une partie du minaret, jusqu'au niveau du balcon. Vers le début des années 1920, la mosquée est rendue à la communauté musulmane par l'administration française provisoire de Komotiní, acte suivi par la reconstruction du minaret endommagé, ainsi que des deux balcons, visibles de nos jours. En 2011, des travaux de rénovation extérieure de la mosquée sont achevés.